# Kup Nogometnog saveza Ličko-senjske županije 2016./17.
Kup Nogometnog saveza Ličko-senjske županije za sezonu 2016./17. je igran u proljetnom dijelu sezone. 
 Natjecanje je osvojio Nehaj iz Senja, koji je time stekao pravo nastupa u pretkolu Hrvatskog kupa u sezoni 2017./18. 

## Sudionici
U natjecanju je nastupilo 11 klubova, prikazani prema pripadnosti ligama u sezoni 2016./17.
|                                            | |  |
| MŽNL NS Rijeka (IV.) - Nehaj Senj - Otočac | ŽNL Ličko-senjska (V.) - Bunjevac-Gavran Krivi Put - Croatia 92 Lički Osik - Gospić 91 - Lika 95 Korenica - Novalja - Perušić - Plitvice Mukinje - Sokolac Brinje - Velebit Žabica |  |

## Rezultati

### 1. kolo
Utakmice na rasporedu 2. travnja 2017.

| klub1                     | -                         | klub2                     | rez.                        |                                                 |
| ------------------------- | ------------------------- | ------------------------- | --------------------------- | ----------------------------------------------- |
| Velebit Žabica            | -                         | Lika 95 Korenica          | 4:1                         |                                                 |
| Croatia 92 Lički Osik     | -                         | Novalja                   | 2:2 (5:4 11 m) 7:6 (ukupno) | Croatia prošla boljim izvođenjem jedanaesteraca |
| Plitvice Mukinje          | -                         | Sokolac Brinje            | 1:0                         |                                                 |
| Perušić                   | -                         | Gospić 91                 | 3:0                         |                                                 |
| Bunjevac-Gavran Krivi Put | Bunjevac-Gavran Krivi Put | Bunjevac-Gavran Krivi Put | Bunjevac-Gavran Krivi Put   | slobodni                                        |

### 2. kolo
Utakmice na rasporedu 19. travnja 2017., ali odgođeno za 3. i 10.svibnja 2017.

| klub1                     | -       | klub2            | rez.     |                          |
| ------------------------- | ------- | ---------------- | -------- | ------------------------ |
| Velebit Žabica            | -       | Nehaj Senj       | 0:3 p.f. | Nehaj prošao bez borbe   |
| Croatia 92 Lički Osik     | -       | Plitvice Mukinje | 3:0 p.f. | Croatia prošla bez borbe |
| Bunjevac-Gavran Krivi Put | -       | Otočac           | 0:3 p.f. | Otočac prošao bez borbe  |
| Perušić                   | Perušić | Perušić          | Perušić  | slobodni                 |

### Poluzavršnica
Utakmice na rasporedu 10. i 24. svibnja 2017.

| klub1      | - | klub2                 | rez.                        |                                               |
| ---------- | - | --------------------- | --------------------------- | --------------------------------------------- |
| Otočac     | - | Perušić               | 3:0 p.f.                    | Otočac prošao bez borbe                       |
| Nehaj Senj | - | Croatia 92 Lički Osik | 1:1 (4:3 11 m) 5:4 (ukupno) | Nehaj prošao boljim izvođenjem jedanaesteraca |

### Završnica
Igrano 30. svibnja 2017. u Senju.

| klub1      | - | klub2  | rez.           |                                                                  |
| ---------- | - | ------ | -------------- | ---------------------------------------------------------------- |
| Nehaj Senj | - | Otočac | 0:0 (4:1 11 m) | Nehaj pobjednik natjecanja nakog boljeg izvođenja jedanaesteraca |